# Daoli
Daoli, tidigare stavat Taoli, är ett stadsdistrikt och säte för stadsfullmäktige i Harbin i Heilongjiang-provinsen i nordöstra Kina.